# Belfast
Belfast (Béal Feirste, en gaèlic irlandès) és la segona ciutat més gran d'Irlanda. També és la més habitada d'Irlanda del Nord, com de la província de l'Ulster. La població de la ciutat és al voltant dels 275.000 habitants i 550.000 si considerem la seva àrea metropolitana. Això la converteix en la quinzena ciutat més gran del Regne Unit, i l'onzena major conurbació d'aquest país. El seu nom en gaèlic, Béal Feirste, es refereix a la desembocadura del riu Fearsaid, a la riba del qual es va començar a construir la ciutat.
Belfast fou escenari dels pitjors episodis dels Troubles, que van deixar una ciutat dividida, en alguns casos amb murs, en barris republicans i lleialistes.
Des de fa uns quants anys, especialment després de l'anomenat Acord de Belfast, ha anat calmant-se la situació, permetent així un major desenvolupament de la ciutat.
A Belfast hi ha dos aeroports: L'Aeroport Internacional de Belfast (Aerfort Idirnáisiúnta Bhéal Feirste en gaèlic irlandès) i l'Aeroport de la Ciutat de Belfast (Aerfort Chathair Bhéal Feirste en gaèlic irlandès).
Belfast està situada a la costa est d'Irlanda del Nord. La ciutat està envoltada al nord-oest per una sèrie de pujols, incloent el pujol de Cavehill, que es creu que va inspirar la novel·la de Jonathan Swift, Els viatges de Gulliver. Ell imaginava que aquesta tenia la forma d'un gegant dormint protegint la ciutat. Belfast també està localitzada a l'oest del Belfast Lough (llac Belfas /ria de Belfast) i a la desembocadura del riu Lagan, el que la converteix en una localització ideal per a la indústria de construcció naval que la va fer tan famosa. Quan el Titanic va ser construït a Belfast el 1912, Harland and Wolff tenia la major drassana del món. Sent originalment un poble al Comtat d'Antrim, el municipi de Belfast va ser creat quan Belfast va aconseguir l'estatus de ciutat gràcies a la reina Victòria el 1888.
La Universitat Queen's de Belfast és la més important de la ciutat. La Universitat de l'Ulster també té un campus a la ciutat, on es concentren els estudis de belles arts i disseny.

## Història

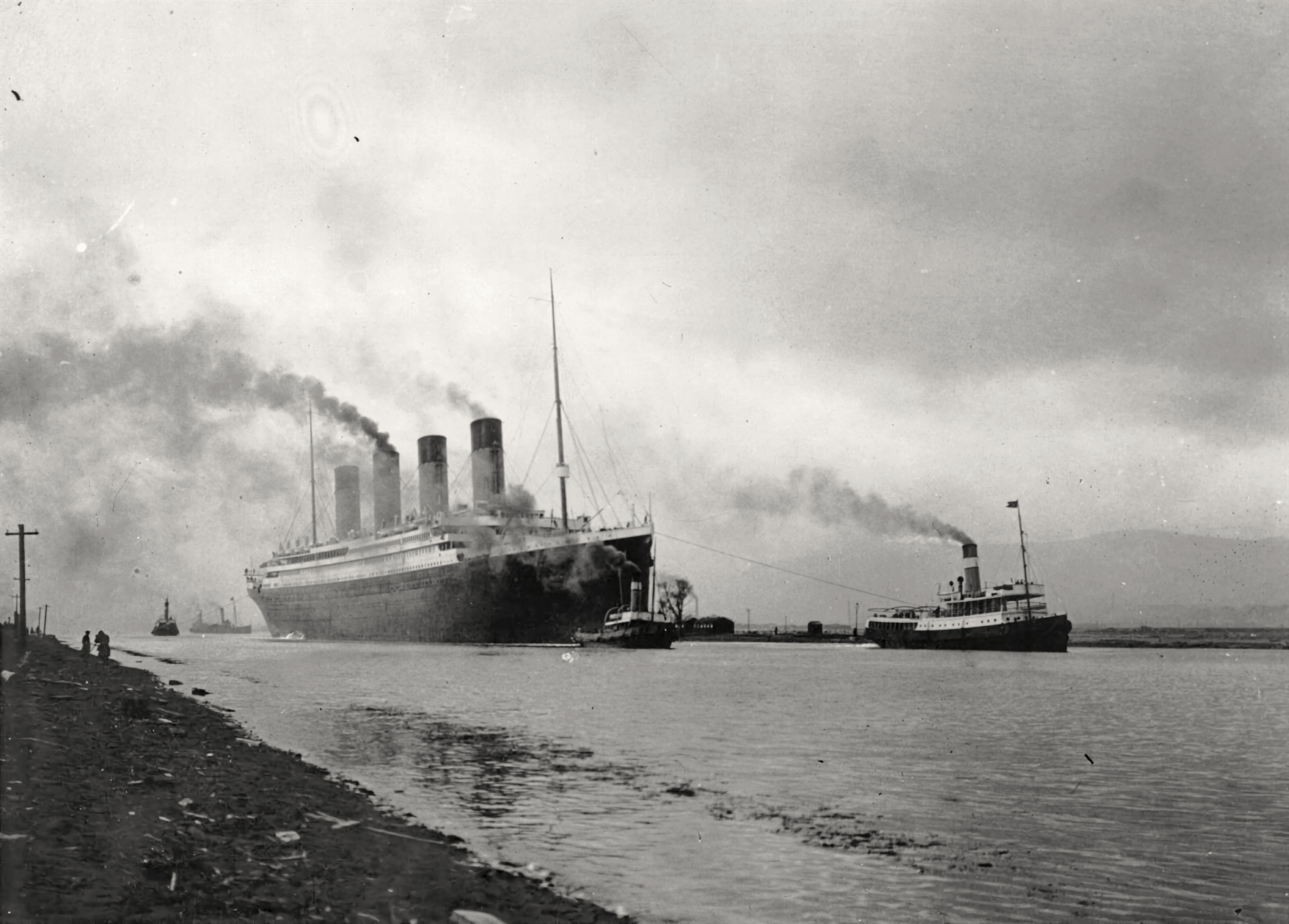
El Titanic salpant de Belfast, el 2 d'abril del 1912.

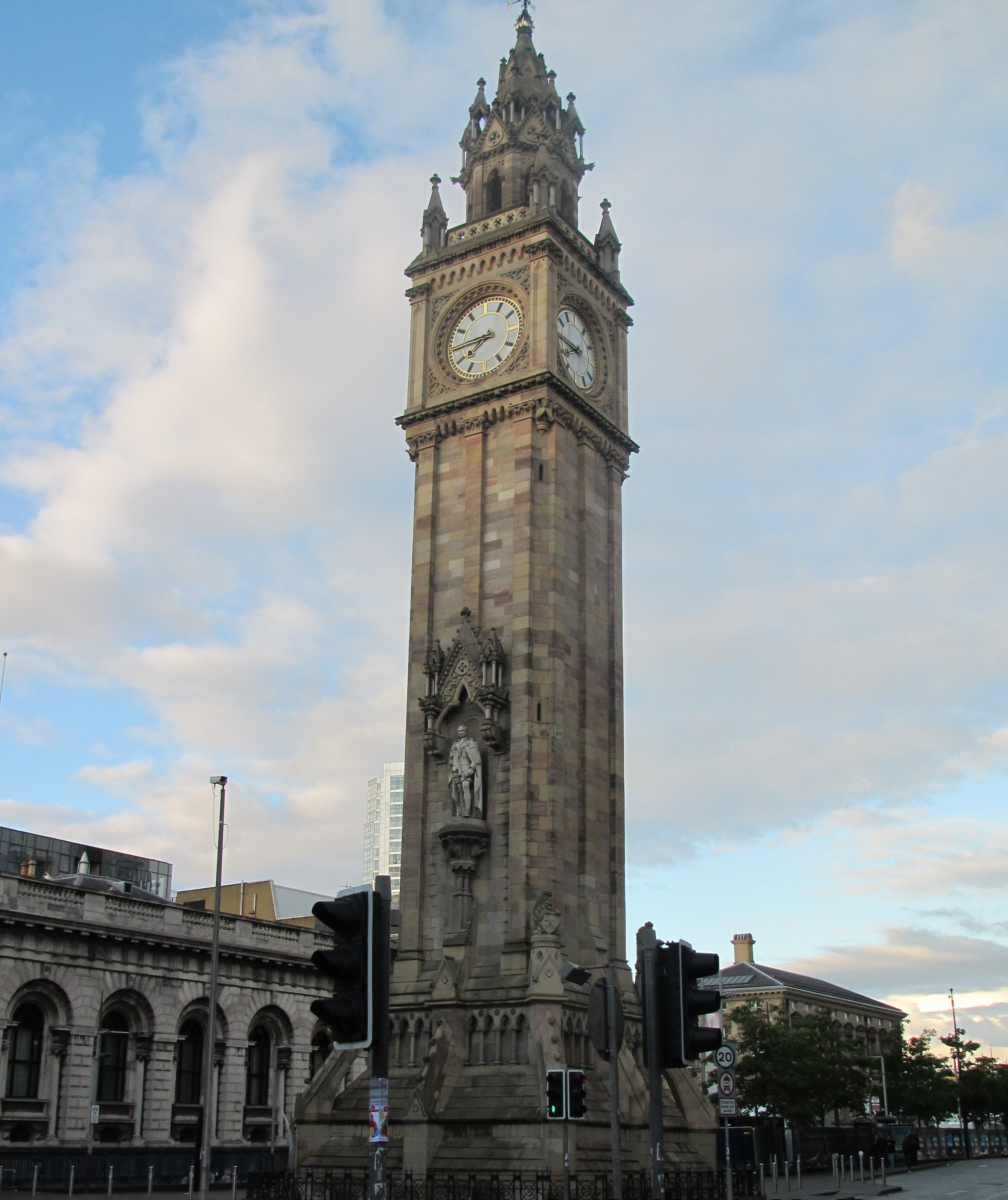
L'Albert Memorial Clock.

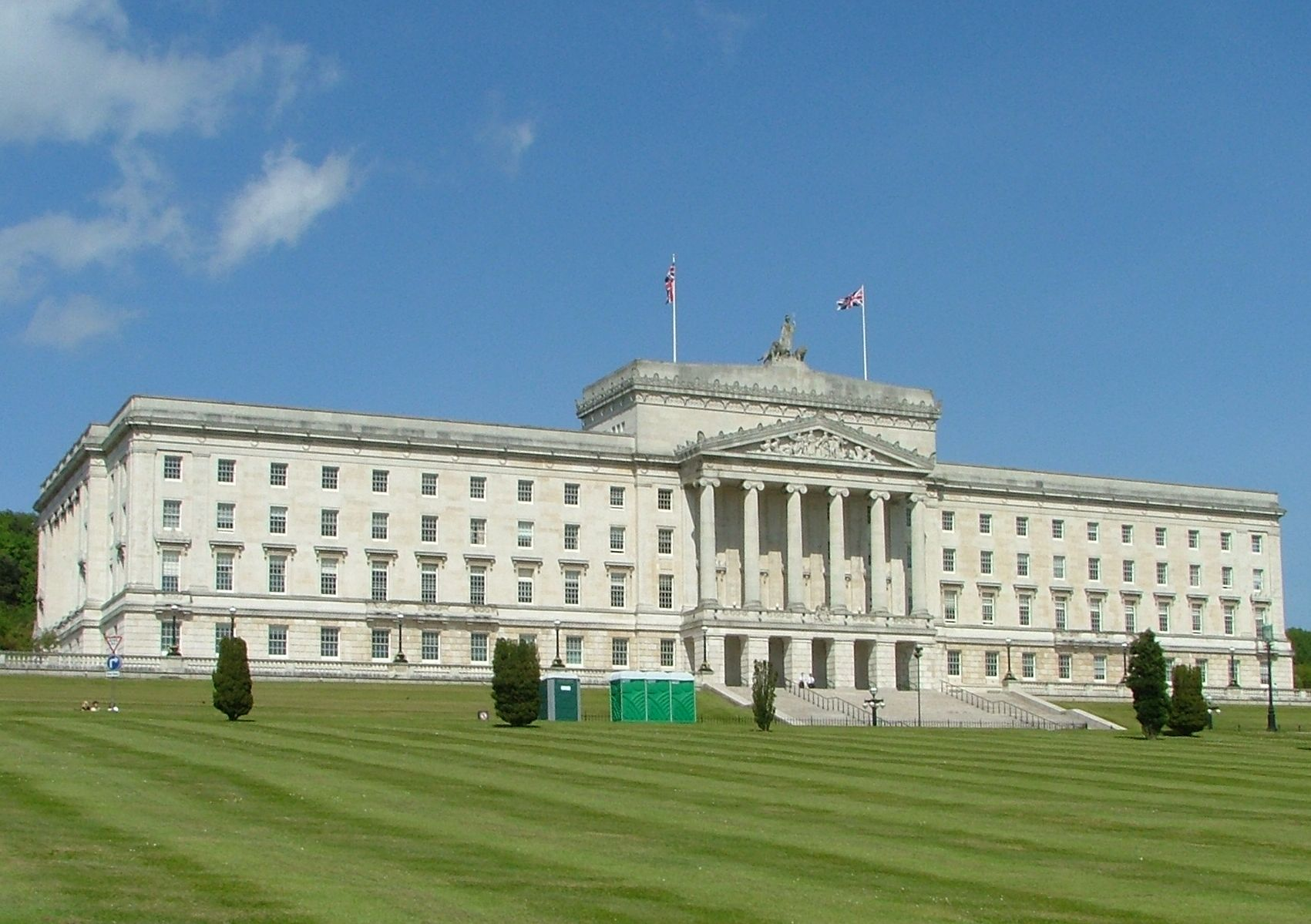
Stormont.

El lloc on es troba l'actual Belfast ha estat sempre ocupat des de l'edat de bronze. El jaciment arqueològic conegut com a Giant's Ring (Anell del Gegant), localitzat molt a prop de la ciutat té 5.000 anys d'antiguitat i encara es poden observar restes de fortificacions que daten de l'edat de ferro als turons que envolten la ciutat.
Es va convertir en un assentament important en el segle xvii quan un gran nombre de colons anglesos i escocesos es van establir allí en procés de colonització de l'Ulster, amb l'objectiu d'erradicar a la població catòlica de l'Ulster. El 1641, els catòlics es van rebel·lar, però van ser durament reprimits. Belfast va florir com un important centre comercial i industrial durant els segles xviii i xix i va esdevenir la ciutat més industrialitzada d'Irlanda superant fins i tot a Dublín gràcies a les seves drassanes, la seva indústria tèxtil i tabaquera entre d'altres. Les drassanes de Harland and Wolff es van convertir en les més importants del món, emprant fins a 35.000 treballadors. En aquestes drassanes es va construir el tràgicament famós Titanic.
Belfast es va constituir en la capital d'Irlanda del Nord des de la creació d'aquesta regió administrativa el 1920 per la Llei de Govern d'Irlanda del 1920. Des de llavors ha anat creixent en nombre d'habitants i ha estat testimoni dels enfrontaments entre els seus ciutadans catòlics (en la seva majoria "nacionalistes", favorables a la independència del Regne Unit) i protestants (o "lleials", que s'oposen a un procés que porti a separar-se de l'imperi britànic).
Belfast va ser bombardejada tres vegades durant la Segona Guerra Mundial per bombarders dels nazis. El bombardeig que va causar més danys va ocórrer a la nit del 15 d'abril del 1941, quan 200 bombarders van atacar la ciutat sense trobar resistència important. S'estima que unes mil persones van morir durant el bombardeig o de ferides ocasionades durant el mateix. A més, unes 100.000 persones van perdre la casa. Encara que les drassanes i les fàbriques d'avions van ser afectades, ràpidament es van recuperar, ja que la demanda de vaixells i avions era elevada. Això, per descomptat, va significar la ràpida recuperació de l'economia de Belfast.
El 21 de juliol del 1972, la Brigada de Belfast de l'IRA Provisional va detonar 22 bombes a dins i al voltant de la ciutat, les quals van provocar la mort de nou persones, incloent-hi dos policies, i ferides a altres 130. A més de l'Exèrcit Britànic i la policia local, l'IRA provisional es va enfrontar a dos grups paramilitars: l'Associació en Defensa de l'Ulster (UDA) i la Força Voluntària de l'Ulster (UVF). Fins al 1994 es van dur a terme esporàdics enfrontaments entre ambdues forces a Belfast. Encara que el cessament al foc entre ambdós bàndols ja no ha desencadenat la violència a la ciutat, la ciutat manté un important component de segregació entre la població catòlica republicana i la població protestant unionista.
El 1997, els "lleials" van perdre el control del Consell de Belfast per primera vegada en la seva història. Aquesta derrota va ser confirmada en les eleccions del 2001 i del 2005. Això ha permès que membres dels nacionalistes SDLP i Sinn Féin ocupin el càrrec d'alcalde per primera vegada. L'alcalde escollit el 2024 és Micky Murray que pertany al Partit de l'Aliança.

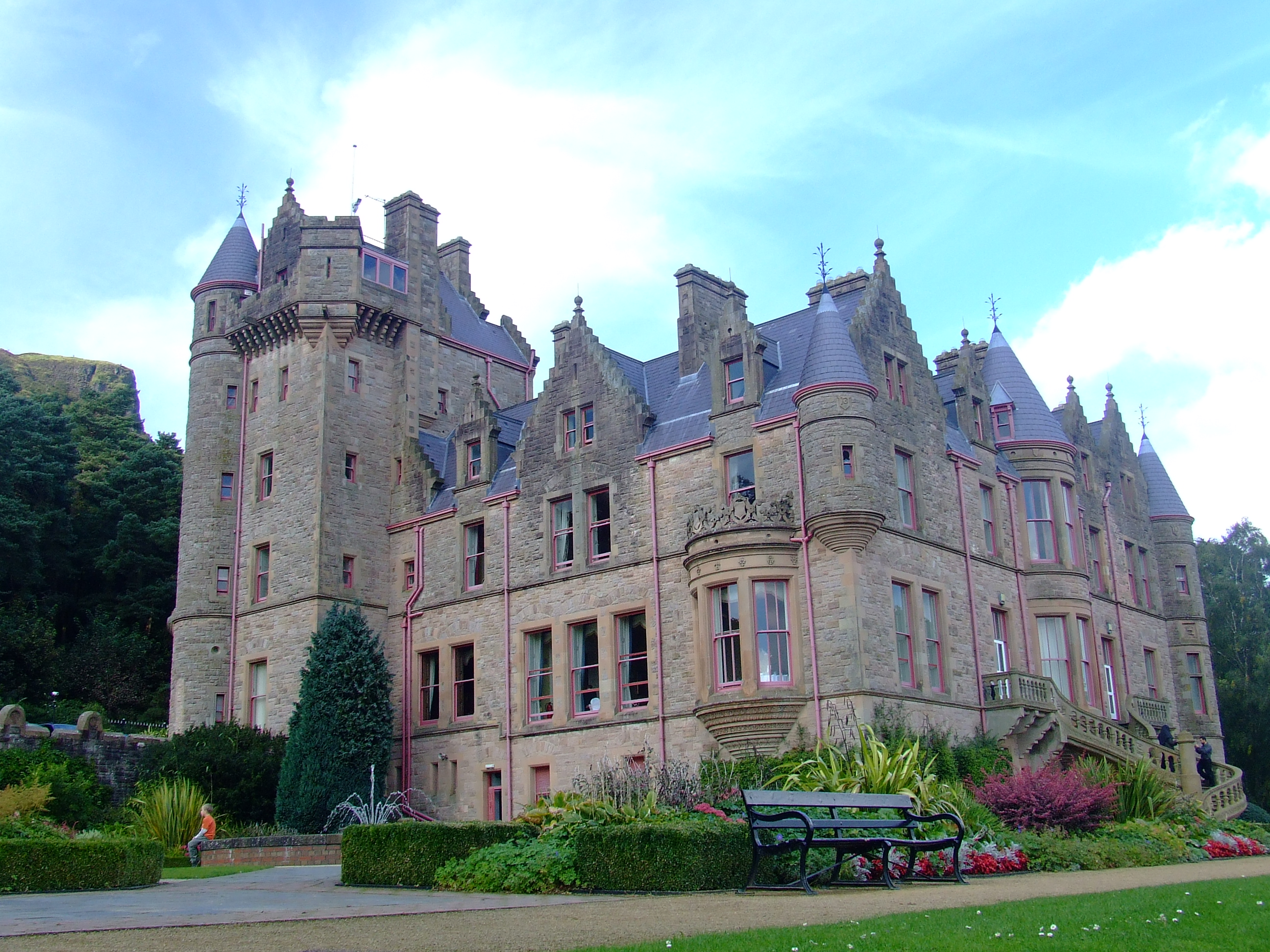
Castell de Belfast

### Etimologia i lema
Belfast és la versió anglicanizada del nom irlandès de l'àrea on es troba, que significa "El gual sorrenc a la desembocadura del riu". Això es refereix a la barra que es va formar on el riu Farset s'uneix al riu Lagan a Donegall Quay i flueix fins al Belfast Lough. Aquest va ser el centre al voltant del qual es va desenvolupar la ciutat. El riu Farset també rep el seu nom de la paraula per a "fossat de sorra", feirste en irlandès. Sobrepassat pel riu Lagan com el riu més important, el Farset ara llangueix en la foscor, sota l'Avinguda Principal (High Street). El riu obert encara pot ser vist a la vora del cementiri de Shankill. Bank Street (Carrer del banc) al centre de la ciutat es refereix no al sector bancari, sinó al banc del riu i Bridge Street (Carrer del pont) va ser el lloc on es trobava anteriorment un pont sobre el riu Farset.

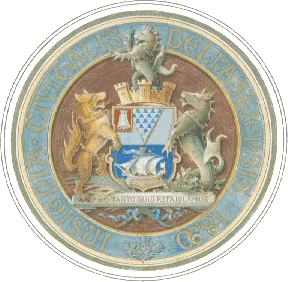
Escut d'armes de la ciutat de Belfast.

La ciutat de Belfast té el lema en llatí "Pro tant quid retribuamus". Això es pot traduir com "El que hem de donar a canvi de molt" (literalment "Havent rebut tant, el que hem de tornar") i va ser pres del Salm 116 versicle 12 de la Bíblia en llatí vulgar.
L'escut d'armes de la ciutat mostra un escut central, portant un vaixell i una campana, flanquejat per un llop encadenat a l'esquerra i un cavallet de mar a la dreta. Un hipocamp més petit se situa en la part superior. Aquest blasó data del 1613, quan el rei Jacob I li va atorgar l'estatus de poble a Belfast. El segell va ser usat pels comerciants de Belfast durant el segle xvii en les seves signatures i monedes. Una gran vidriera de colors a l'Ajuntament de la ciutat mostra el segell, on una explicació suggereix que l'hipocamp i el vaixell fan referència a la significant història marítima de Belfast. El llop pot ser un tribut al fundador de la ciutat, Sir Arthur Chichester, i referir-se al seu propi escut d'armes.

## Geografia i clima

### Geografia

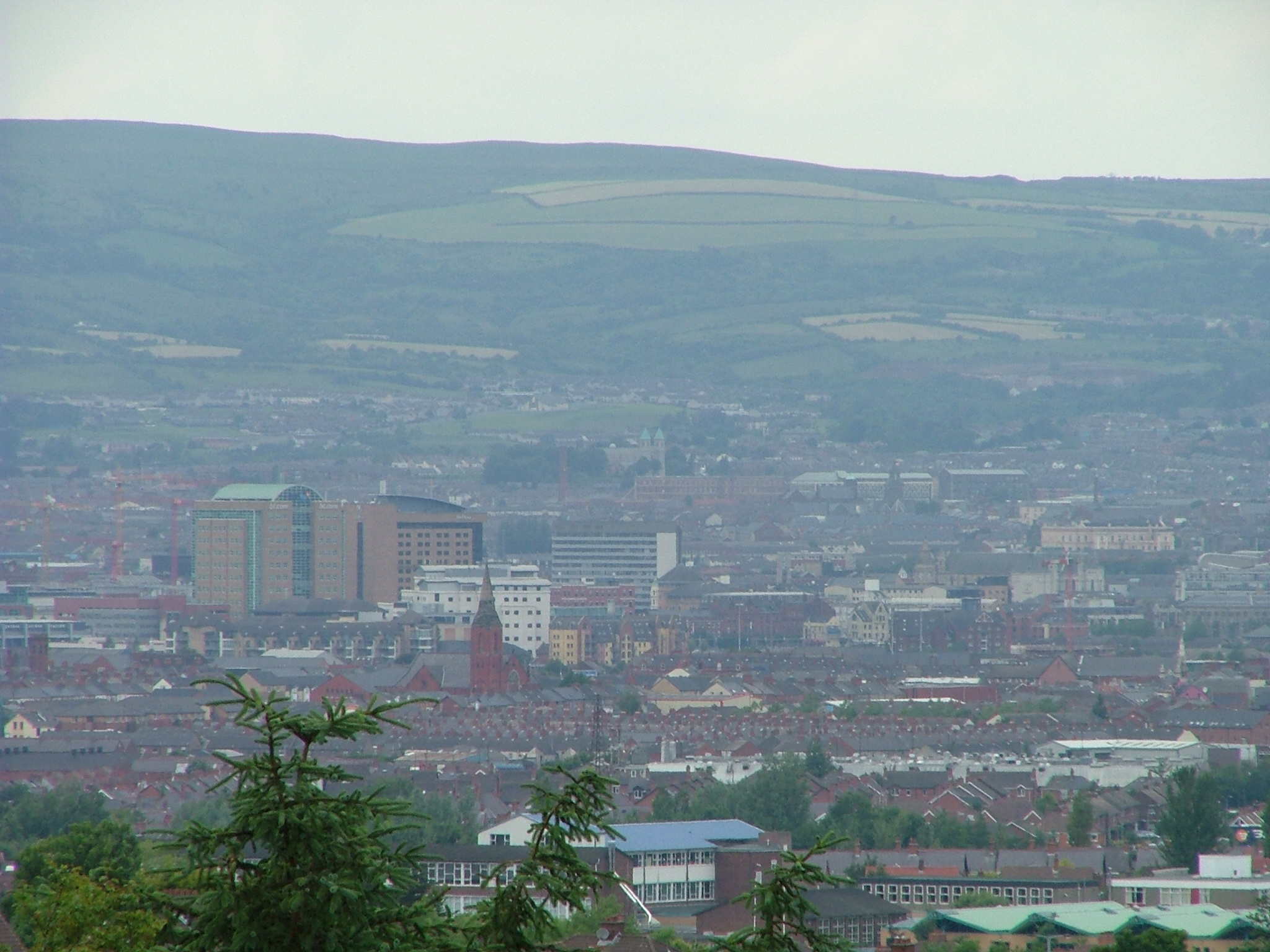
Vista de la ciutat de Belfast.

Belfast es troba a la costa oriental d'Irlanda del Nord. Una conseqüència d'aquesta latitud nord és que propicia dies curts a l'hivern i llargs a l'estiu. Durant el solstici d'hivern, el dia més curt de l'any, la posta de sol local succeeix abans de les 16:00 mentre que l'alba és al voltant de les 8:45. Això es compensa amb el solstici d'estiu al juny, quan el sol es pon després de les 22:00 i surt abans de les 5:00.
Belfast també es localitza a l'extrem est de Belfast Lough i en la desembocadura del riu Lagan. El 1994 una presa va ser construïda a través del riu per la Laganside Corporation per augmentar el nivell de l'aigua perquè cobrís les indecoroses zones de fang que li van donar a Belfast el seu nom ("El gual arenós a la desembocadura del riu"). L'àrea del Districte del Govern Local de Belfast és de 109,6 km².
La ciutat està flanquejada al nord i al nord-oest per una sèrie de pujols, incloent la Muntanya Divis, Muntanya Negra (Black Mountain) i Cavehill que es pensa ser la inspiració per l'obra de Jonathan Swift, Els viatges de Gulliver. Quan Swift vivia a Lilliput Cottage a prop del fons del carrer Limestone en Belfast, ell va imaginar que el turó Cavehill tenia la forma d'un gegant adormit. La forma del nas del gegant, coneguda localment com el Nas de Napoleó, és anomenada oficialment McArt's Fort probablement en honor d'Art O'Neill, un cacic del segle xvi que va controlar l'àrea en aquesta època. Els pujols de Castlereagh es troben al sud-est de la ciutat.

### Clima
Belfast té un clima temperat. La temperatura diària mitjana és de 18 °C al juliol i 6 °C al gener. La temperatura més alta registrada a Belfast va ser de 30,8 °C el 12 de juliol del 1983. La ciutat té una precipitació significant (més de 0,25 mm) en 213 dies en un any amb una precipitació anual mitjana de 846 mil·límetres, més gran que la de Dublín o a la de la costa sud-est d'Irlanda. Sent una àrea urbana i costanera, Belfast normalment rep nevades en no més de 10 dies l'any. El canvi climàtic també està afectant a Belfast, prova d'això és que el juliol i el setembre del 2006 i l'abril del 2007 van trencar rècords com els mesos més calorosos que s'han registrat a la ciutat.

## Demografia
Belfast va experimentar un enorme creixement en la seva població al voltant de la primera meitat del segle xx. Aquest increment es va reduir i va aconseguir el seu punt màxim a prop de l'inici del Conflicte d'Irlanda del Nord amb el cens del 1971 registrant prop de 600.000 habitants a l'Àrea Urbana de Belfast. Des de llavors, els nombres de l'interior de la ciutat han disminuït dramàticament, ja que la gent s'ha anat mudant als afores, augmentant la població suburbana de Belfast. El cens de població del 2001 dins de la mateixa Àrea Urbana va registrar 277.391 habitants, amb 579.554 persones residint a l'Àrea Metropolitana de Belfast. La densitat de població en el mateix any va ser de 24,15 habitants per hectàrea (en comparació a l'1,19 en tot el territori d'Irlanda del Nord).
El cens de l'any 2001 també va mostrar que:
- 46,8% dels habitants eren homes i 53,2% eren dones.
- 21,7% eren menors de 16 anys i 19,7% tenien 60 o més anys.
- 47,2% eren catòlics i 48,6% eren protestants.

Igual que moltes ciutats, el centre de la ciutat de Belfast es caracteritza actualment per estar poblat per gent gran, estudiants i gent jove soltera, mentre que les famílies tendeixen a viure a la perifèria. Les àrees socioeconòmiques es troben al Districte Comercial Central, amb una pronunciada afluència estenent-se en el Malone Road (Camí Malone) cap al sud. Una àrea de gran aïllament s'estén a l'oest de la ciutat. De fet, les zones al voltant dels carrers Falls i Shankill són les més privades de recursos de tota Irlanda del Nord, a més de les més afectades pels Problemes d'unionistes i republicans.
Malgrat un període de relativa pau, la major part de les àrees i districtes de Belfast encara reflecteixen la naturalesa dividida d'Irlanda del Nord. Moltes àrees estan encara segregades segons les característiques ètniques, polítiques o religioses, especialment en els barris de la classe obrera. Aquestes zones, " catòlica" o " protestant", "republicana" o "unionista" estan invariablement marcades amb banderes, graffitis i murals. La segregació ha estat present al llarg de la història de Belfast, però s'ha mantingut o incrementat en cada nou esclat de violència a la ciutat. Aquesta intensificació de la segregació ha mostrat pocs senyals de reducció durant els temps de pau. Quan la violència sorgeix, tendeix a ser en àrees d'interacció. Els majors nivells de segregació a la ciutat es troben a Belfast de l'Oest, amb moltes zones amb més del 90% de catòlics. Nivells oposats però comparativament alts es troben a la predominant àrea protestant de Belfast de l'Est. Els murs i barreres de seguretat construïdes durant el període dels Troubles per minimitzar l'enfrontament entre comunitats s'han conegut com a línies o murs de la pau.
Les comunitats de minories ètniques han estat vivint a Belfast des de la dècada de 1930. Els majors grups són el xinès i els viatgers irlandesos. Des de l'expansió de la Unió Europea, les xifres han augmentat a causa d'una gran afluència d'immigrants de l'Europa Oriental. Les xifres del cens del 2001 indiquen que Belfast té una població de minories ètniques total de 4.584 habitants, és a dir, l'1,3% de la població. Més de la meitat d'aquests viuen a Belfast del Sud amb prop del 2,63% de la població de la zona. La majoria dels 5.000 musulmans i 3.000 hindús estimats que viuen i treballen a Irlanda del Nord resideixen a l'àrea de Belfast Major (Greater Belfast).

## Llocs d'interès

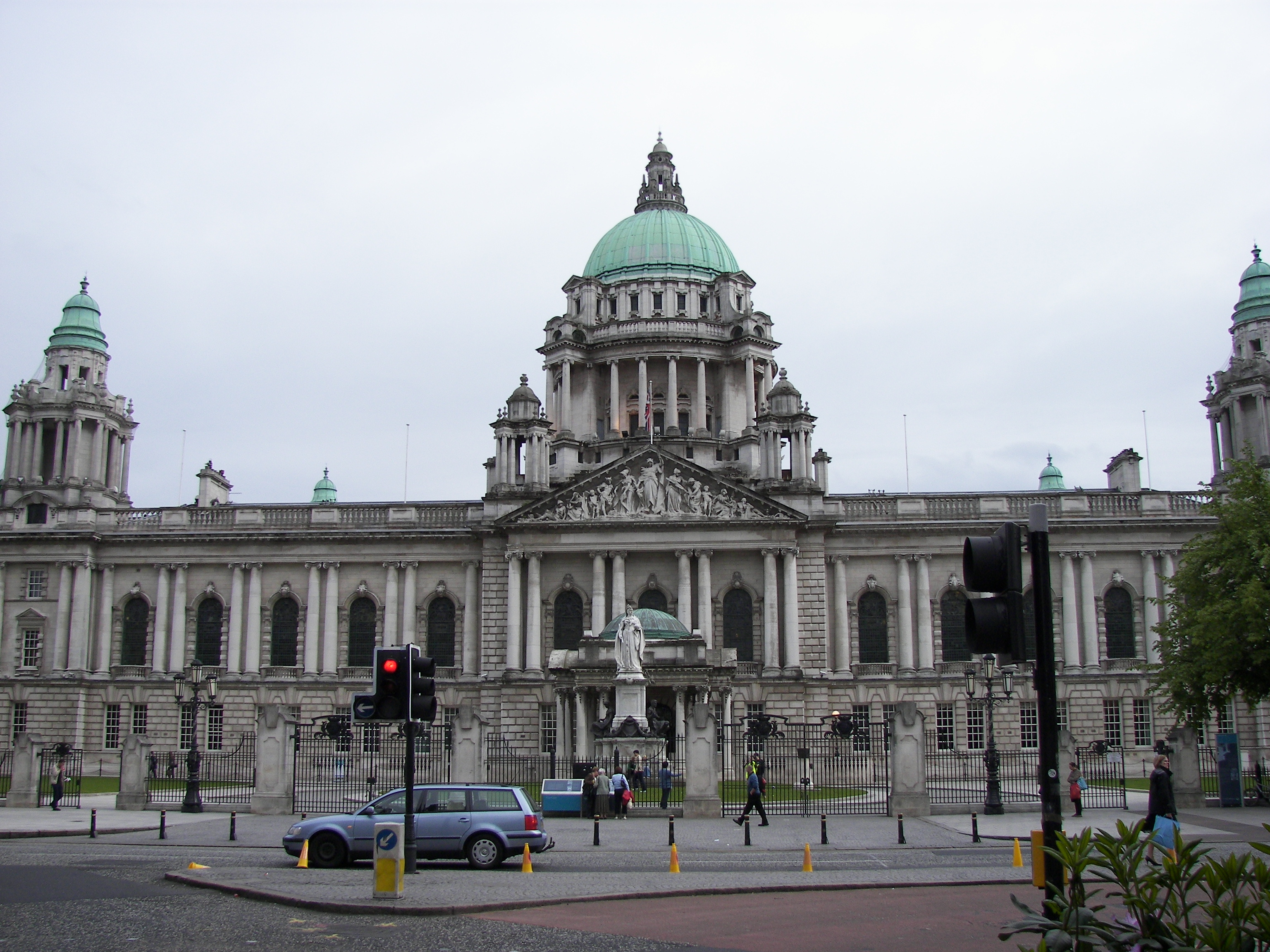
Ajuntament de Belfast.

Belfast té nombrosos llocs que atreuen l'atenció del visitant: L'ajuntament de Belfast, d'estil eduardià, amb la seva cúpula de 53 metres d'altura; l'Ulster Bank, construït el 1860 i en estil victorià es destaquen la Queens University i la biblioteca Linenhall. El Waterfront Hall és un superb edifici de línies modernes.
Però molts turistes s'interessen més pel passat recent de Belfast i mai falta un taxista disposat a mostrar al visitant els llocs que van ser notícia pels esclats de violència. Encara es poden veure els vasts murs de maó i formigó aixecats per separar els barris catòlics dels protestants, a fi d'evitar disturbis. A la zona oest de Belfast, on la majoria dels habitants són catòlics, es veuen pintades i grafits del tipus "A baix la Reina!" (Isabel II), "Visca l'IRA!" o "Visca Irlanda!" En canvi, a la zona est, on la majoria de la població és protestant, es llegeixen frases com "No ens rendirem!" o "Aquí no hi ha Papa ni papat!" L'animadversió entre ambdós grups sol augmentar en gran manera el 7 de juliol de cada any, quan els protestants celebren l'aniversari de la batalla de Boyne, ocorreguda al segle xvii, en la qual el rei anglès, William of Orange, va derrotar els rebels catòlics irlandesos. Per aquesta data, els protestants solen organitzar bullicioses festes de carrer, que enfurismen als catòlics, de manera que la policia ha d'extremar les mesures de seguretat.
En general, els habitants de Belfast, siguin catòlics o protestants, toleren als turistes estrangers, però com a mesura de precaució, el foraster que visita Belfast se li sol aconsellar dues coses: evitar parlar de política i no esmentar la seva religió.
El 6 de març del 2008 es va inaugurar un nou centre comercial al centre de Belfast, conegut com a 'Victoria Square, Belfast'. És la urbanització més gran que mai s'ha realitzat en tot el país.
El 31 de març del 2012 es va inaugurar un museu dedicat al Titanic, conegut com a Titanic Belfast. Les sis plantes del museu exploren la història del Titanic, de la gent i de la ciutat que el va construir i també compta amb una connexió en directe amb les restes de la nau. La façana d'aquest modern centre d'interpretació de sis plantes i 14.000 metres quadrats té la forma de quatre proes, totes de la mateixa alçada que tenia l'autèntic Titanic des de la quilla fins a la coberta. Són les entranyes de la mateixa drassana, on es pot viure en primera persona tot el procés en un recorregut pels molls, amb imatges en vídeo filmades fa cent anys, models de mida real, sons de l'època i on també es pot percebre fins als olors d'aquest entorn industrial. La galeria 6 és, potser, la més dramàtica de totes. Efectes visuals i sonors d'última generació reviuen les últimes hores del vaixell. A la 7, en tant, es pot veure a través de pantalles tàctils la llista de morts i les conseqüències de la tragèdia. A la galeria 8, la llegenda creada al voltant del vaixell a través dels reportatges de l'època, de les pel·lícules que el van immortalitzar o de la literatura. I la guinda és una immersió a 4.000 metres de profunditat, al fons de l'Atlàntic Nord, on es pot bussejar al costat de les restes del Titanic de la mà d'unes imatges que mostren les restes tal com el va descobrir Robert Ballard el 1985.

## Educació

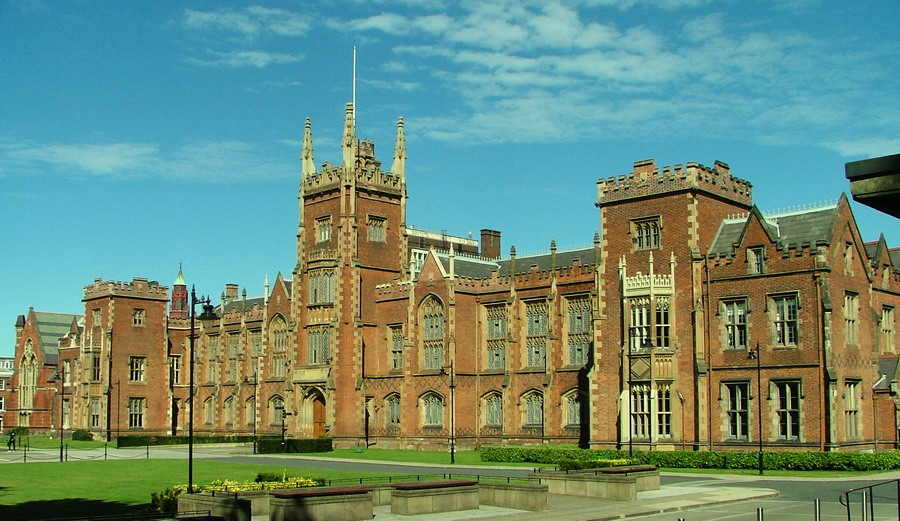
Universitat Queen's de Belfast.

Belfast té dues universitats: la Universitat Queen's de Belfast, fundada el 1845 i que forma part del Russel Group, una associació de 20 universitats importants del Regne Unit, a més de ser una de les més grans d'aquest, amb 25.231 estudiants universitaris i de postgrau distribuïts en més de 250 edificis, 120 dels quals estan catalogats amb el grau de mèrit arquitectònic. La Universitat de l'Ulster, creada en la seva forma actual el 1984, és una universitat amb un campus situat al barri de la Catedral de Belfast. El campus de Belfast està enfocat específicament en l'Art i en el Disseny, i actualment està experimentant una renovació major. El campus de Jordanstown, a només set milles del centre de la ciutat de Belfast concentra els estudis d'enginyeria, salut i ciències socials. El servei web de Conflict Archive on the Internet (CAIN) rep fons d'ambdues universitats i una rica font d'informació i material sobre el Conflicte d'Irlanda del Nord així com de la societat i la política a Irlanda del Nord.
El Consell Bibliotecari i d'Educació de Belfast (en anglès Belfast Education and Library Board) va ser establert el 1973 com l'autoritat local responsable de l'educació, la joventut i els serveis bibliotecaris dins de la ciutat. Hi ha 184 escoles primàries, secundàries i grammar schools (que poden donar educació tant de primària com de secundària) a la ciutat.

## Murals
La ciutat és coneguda especialment pels seus murals que, com en altres ciutats d'Irlanda del Nord, com Derry, reflecteixen les diferents posicions polítiques i religioses. A Shankill Road, majoritàriament protestant, hi abunden les referències a la corona britànica i de grups paramilitars lleialistes. A altres llocs com Falls Road, una zona principalment catòliques s'evoca a una Irlanda unida, a l'IRA, a l'idioma i folklore, com també a diferents moviments independentistes d'arreu del món.

## Fills il·lustres
- Louis MacNeice (1907 - 1963) poeta
- Chaim Herzog (1918 - 1997) polític

- Betty Williams (1943 - 2020) pacifista, Premi Nobel de la Pau de l'any 1976.
- Mairead Corrigan (1944 -) Premi Nobel de la Pau de l'any 1976.
- Dolours Price (1950-2013) voluntaria IRA Provisional